# Michael Omartian
Michael Omartian (n. 26 noiembrie 1945) este un cântăreț, textier, pianist și producător muzical. Produce albume de mai mult de 38 de ani, piese de pe acestea ajungând pe primul loc în clasamentele americane în trei decenii diferite. Este multiplu câștigător al Premiului Grammy, incluzând aici pe cel pentru producătorul anului. A lucrat la ABC/Dunhill Records, Warner Bros. Records și alte companii de înregistări.
Michael a produs albume pentru mai mulți artiști printre care Christopher Cross, Clint Black, Michael Bolton, Debby Boone, Steve Camp, Peter Cetera, Joe "Bean" Esposito, Amy Grant, Benny Hester, Whitney Houston, The Imperials, The Jacksons, Cliff Richard, Rod Stewart, Donna Summer și Trisha Yearwood. În 1985 Michael Omartian, împreună cu Quincy Jones, a co-produs hitul poziționat pe primul loc în mai multe clasamente, „We Are the World”, interpretat de un grup de muzicieni pentru Africa.

## Discofie

### Solo
- 1974: White Horse (Myrrh Records)
- 1977: Adam Again  (Myrrh)
- 1986: Conversations (instrumental) (Reunion)
- 1991: The Race (Word/Epic)

### Producător
- 1974: White Horse Michael Omartian
- 1975: Young Frankenstein (coloană sonoră)
- 1976: I've Got a Reason The Richie Furay Band
- 1976: Streetheart Dion
- 1977: Crackin' Crackin'
- 1977: Love at First Sight Dionne Warwick
- 1978: Special Touch Crackin'
- 1978: Sweet Salvation Jim Krueger
- 1978: Roger Voudouris Roger Voudouris
- 1979: Christopher Cross Christopher Cross
- 1979: One More Song for You The Imperials
- 1979: Radio Dream Roger Voudouris
- 1981: Maxus Maxus
- 1981: Nobody Knows Me Like You Benny Hester
- 1981: Priority The Imperials
- 1981: Still Feels Good Tom Johnston
- 1983: Another Page Christopher Cross
- 1983: She Works Hard for the Money Donna Summer
- 1984: Camouflage Rod Stewart
- 1984: Cats Without Claws Donna Summer
- 1985: Choose Life Debby Boone
- 1985: Every Turn of the World Christopher Cross
- 1985: Vox Humana Kenny Loggins
- 1986: About Last Night... (coloană sonoră)
- 1986: Conversations Michael Omartian
- 1986: The Karate Kid, Pt. 2 (coloană sonoră)
- 1986: Passion Jennifer Rush
- 1986: Precious Moments Jermaine Jackson
- 1986: Solitude/Solitaire Peter Cetera
- 1987: Friends for Life Debby Boone
- 1988: Back of My Mind Christopher Cross
- 1988: Rock Solid The Commodores
- 1989: Bowling in Paris Stephen Bishop
- 1989: Sing (coloană sonoră)
- 1990: Downtown Train Rod Stewart
- 1991: For Our Children Disney
- 1991: Heart in Motion Amy Grant
- 1991: Power of Jennifer Rush Jennifer Rush
- 1991: The Race Michael Omartian
- 1991: T.E.V.I.N. Tevin Campbell
- 1992: Countess Countess Vaughn
- 1992: Sarafina! The Sound of Freedom (coloană sonoră)
- 1993: The Standard Carman
- 1993: Taking Heaven by Storm Steve Camp
- 1994: Christmas Spirit Donna Summer
- 1994: House of Love Amy Grant
- 1994: Kathy Troccoli Kathy Troccoli
- 1994: The Light Inside Gary Chapman
- 1994: Maverick (coloană sonoră)
- 1994: Mercy in the Wilderness Steve Camp
- 1994: Razon de Cantar First Call
- 1994: The Ride 4Him
- 1994: Sizzlin' Sounds Collection mai mulți artiști
- 1994: Slow Revival Bryan Duncan
- 1995: Come Together: America Salutes the Beatles mai mulți artiști
- 1995: Field of Souls Wayne Watson
- 1995: Helen Darling Helen Darling
- 1995: One Love Jonathan Pierce
- 1996: The Birdcage (coloană sonoră)
- 1996: Come on Back Billy and Sarah Gaines
- 1996: Distant Call Susan Ashton
- 1996: Life Love & Other Mysteries Point of Grace
- 1996: The Message 4Him
- 1996: Mission Accomplished: Themes for Spies mai mulți artiști
- 1996: Shelter Gary Chapman
- 1996: Summer of '78 Barry Manilow
- 1996: Tribute: The Songs of Andrae Crouch mai mulți artiști
- 1997: Amazing Grace, Vol. 2: A Country Salute to Gospel mai mulți artiști
- 1997: Anastasia (coloană sonoră)
- 1997: Let Us Pray: National Day of Prayer mai mulți artiști
- 1997: The Way in a Manger: Country Christmas mai mulți artiști
- 1998: Almighty God mai mulți artiști
- 1998: Civil War: The Nashville Sessions mai mulți artiști
- 1998: Movies Greatest Love Songs mai mulți artiști
- 1998: Obvious 4Him
- 1998: Prince of Egypt (coloană sonoră)
- 1998: Visions of Love Jim Brickman
- 1998: The Way Home Wayne Watson
- 1999: Christmas to Remember Amy Grant
- 1999: Fade Into Light Boz Scaggs
- 1999: In the Moon of Wintertime: Christmas with Michael Crawford
- 1999: Learning to Breathe Larry Stewart
- 1999: Love Takes Time Bryan Duncan
- 1999: Touched by an Angel: The Christmas Album [original television soundtrack]
- 2000: Brand New Dream Danny Gans
- 2000: Heart of a Champion Carman
- 2000: Hymns: A Place of Worship 4Him
- 2000: Nicol Smith Nicol Smith (Sponberg)
- 2000: Organ-Ized: All-Star Tribute to the Hammond B3 Organ mai mulți artiști
- 2000: Wayne Watson Wayne Watson
- 2001: Angel Eyes (coloană sonoră)
- 2001: Another Perfect World Peter Cetera
- 2001: Love Songs Michael Bolton
- 2003: Pass the Love Larnelle Harris
- 2003: Cliff at Christmas Cliff Richard
- 2003: 24 Point of Grace
- 2003: Visible 4Him
- 2004: ‘70s: From Acoustic to the Wall of Sound Dion
- 2004: Prayer That Changes Everything Stormie Omartian
- 2005: Christmas Reunion Tony Orlando & Dawn
- 2005: Duets Sandi Patty
- 2005: Something's Goin' On Cliff Richard
- 2006: Collections Kenny Loggins
- 2009: Where's Our Revolution Matt Brouwer
- 2009: Beloved Lara Landon
- 2010: Bold As Brass Cliff Richard
- 2012: Till The Sunrise Matt Brouwer

## Premii
Premiul Grammy
Într-un singur an, Michael Omartian a fost nominalizat la zece Premii Grammy, câștigând trei dintre ele pentru albumul de debut al lui Christopher Cross:
- 1980: Cel mai bun aranjament instrumental care acompaniază un vocalist pentru „Sailing” (cu Christopher Cross)[5]
- 1980: Înregistrarea anului pentru „Sailing”
- 1980: Albumul anului pentru Christopher Cross

## Legături externe
- Site oficial Arhivat în 20 decembrie 2014, la Wayback Machine.
- Michael Omartian la IMDB